# Шенгер (село)
Шенгер (каз. Шөңгер) — село в Рыскуловском районе Жамбылской области Казахстана. Входит в состав Куланского сельского округа. Код КАТО — 315030300.

## Население
В 1999 году население села составляло 548 человек (338 мужчин и 210 женщин). По данным переписи 2009 года, в селе проживали 173 человека (92 мужчины и 81 женщина).